# تفجير ميدان الانتحاري 2019
تفجير ميدان الانتحاري 2019 تم تنفيذ تفجير انتحاري في ميدان سومطرة الشمالية إندونيسيا في 13 نوفمبر 2019. استهدف التفجير مقر شرطة المدينة. لم يُقتل أي شخص آخر غير المهاجم في الهجوم، على الرغم من إصابة ستة آخرين. كان المهاجم الوحيد مرتبطًا بجماعة أنشاروت دولاه.

## التفجير
وقع الهجوم على مقر شرطة ميدان في 13 نوفمبر 2019، في حوالي الساعة 8:40 صباحًا، بعد وقت قصير من انتهاء مكالمة هاتفية روتينية صباحية قام بها ضباط الشرطة. وقع الانفجار داخل أرض المقر الرئيسي ولكن خارج المبنى نفسه. وطبقًا للتقارير، فإن المهاجم قد اندمج مع مجموعة يصطفون في طابور للحصول على صفات حسن السلوك قبل تفجير القنبلة في موقف السيارات. أفاد شهود عيان آخرون بأن المهاجم كان يرتدي سترة وحقيبة ظهر، وأنه حاول الاندفاع من خلال فحص الشرطة عند مدخل المبنى.
كان يُعتقد في البداية أن المهاجم ذئب وحيد، وأدى الانفجار إلى إصابة أربعة من ضباط الشرطة ومدنيين اثنين إلى جانب قتل المهاجم. في أعقاب الانفجار عثرت الشرطة على جثث المهاجم وأظافره وأجزاء من العبوة الناسفة.

## مرتكب الجريمة
على الرغم من أن جسده قد تم تفجيره، إلا أنه تم التعرف على مرتكب الجريمة من بصمات الأصابع كمقيم في المدينة يبلغ من العمر 24 عامًا، وهو رابيال مسلم ناسوشن، الذي كان مؤخرًا سائق دراجات نارية عبر الإنترنت. استكشفت التحقيقات الأولية صلات ناسوشن بالجماعة الإسلامية أنشاروت دولاه التابعة للدولة الإسلامية، واستجوبت الشرطة العديد من أفراد أسرته. تم دفن جثته في المدينة على الرغم من الاعتراضات. طبقًا لوالديه أظهر ناسوشن تغييراً ملحوظًا في السلوك في الأشهر الستة التي سبقت الهجوم الانتحاري، والذي ربطه مسؤولو الشرطة بالتلقين العقائدي من قبل رجل دين ، كان يبحث عنه.
ذكرت الشرطة في وقت لاحق أن زوجة ناسوشن خططت لهجوم إرهابي آخر في بالي، وتم القبض عليها. بعد مزيد من التحقيقات ذكرت الشرطة الإندونيسية أن منظمة جاد كانت وراء الهجوم.

## التفاعلات
في أعقاب الهجوم، شنت الشرطة عدة غارات في أجزاء من البلاد، وبعد أسبوع من الهجوم ذكر أنه تم القبض على 74 من المشتبه في أنهم إرهابيون، تم اعتقال أكثر من نصفهم خارج شمال سومطرة. قتل عدد من الأشخاص بالرصاص اثنين من مزودي القنابل المزعومين بعد كمين قامت به الشرطة. كان من المعروف أن بعض المشتبه بهم كانوا يحضرون معسكرات التدريب في كارو ريجنسي، وصودرت أسلحة بما في ذلك الأسلحة النارية المرتجلة وأسلحة الادسنس والشفرات التقليدية والأقواس.
أمر رئيس إندونيسيا جوكو ويدودو بالتحقيق مع مرتكبي الهجوم والقبض عليهم. علق نائب رئيس المجلس الاستشاري الشعبي ذو الفقلي حسن على أن بولري قد انتابه الهجوم، كما حدث مع الهجوم على وزير الأمن ويرانتو.